# Paaslovesi
Paaslovesi är en vik i Finland. Den ligger i kommunen Pyhäranta i landskapet Egentliga Finland, i den sydvästra delen av landet, 210 km väster om huvudstaden Helsingfors.
Paaslovesi ligger öster om fjärden Mannervesis mynning i havet och norr om halvön Luodonmaa. I öster övergår den i viken Kaunissaarenlahti.